# Heterothele affinis
Heterothele affinis is een spinnensoort in de taxonomische indeling van de vogelspinnen (Theraphosidae).
Het dier behoort tot het geslacht Heterothele. De wetenschappelijke naam van de soort werd voor het eerst geldig gepubliceerd in 1946 door Laurent.